# I Am Who
I Am Who (estilizado como I am WHO) e o segundo extended play (EP) grupo sul-coreano Stray Kids. O EP foi lançado digitalmente e fisicamente em 6 de Agosto de 2018 pela JYP Entertainment e distribuído através de Iriver. Teve um showcase com o nome de Stray Kids Unveil: Op. 02: I Am Who um dia antes do lançamento do EP.

## Lista de faixas
| I Am Who — Digital EP | |                           |         |  |
| N.º                   | Título | Arranjo                   | Duração |  |
| 1.                    | "Who?" | Hong Ji-sang              | 1:44    |  |
| 2.                    | "My Pace" | earattack Larmòók Gong-do | 3:09    |  |
| 3.                    | "Voices" | 3racha Trippy             | 3:20    |  |
| 4.                    | "Question" | HotSauce                  | 3:02    |  |
| 5.                    | "Insomnia" (hangul: 불면증; rr: Bulmyeonjeung)                                                                  | Space One                 | 3:26    |  |
| 6.                    | "M.I.A." | 3racha Kim Mung-i         | 3:30    |  |
| 7.                    | "Awkward Silence" (hangul: 갑자기 분위기 싸해질 필요 없잖아요; rr: Gabjigi Bunwigi ssahaejil Pilyo Eopsjanhayo) | Time                      | 3:13    |  |

| I Am Who — Physical EP bonus tracks |              |           |         |  |
| N.º                                 | Título       | Arranjo   | Duração |  |
| 8.                                  | "Mixtape #2" | Bang Chan | 4:52    |  |

## Charts
| Chart (2018)                     | Peak position |
| -------------------------------- | ------------- |
| Download de albuns França (SNEP) | 81            |
| Albuns Sul-coreanos (Gaon)       | 3             |